# Aneflomorpha delongi
Aneflomorpha delongi es una especie de escarabajo longicornio del género Aneflomorpha, tribu Elaphidiini, subfamilia Cerambycinae. Fue descrita científicamente por Champlain y Knull en 1922.

## Descripción
Mide 14-17 milímetros de longitud.

## Distribución
Se distribuye por Estados Unidos.